# Agustina Palma

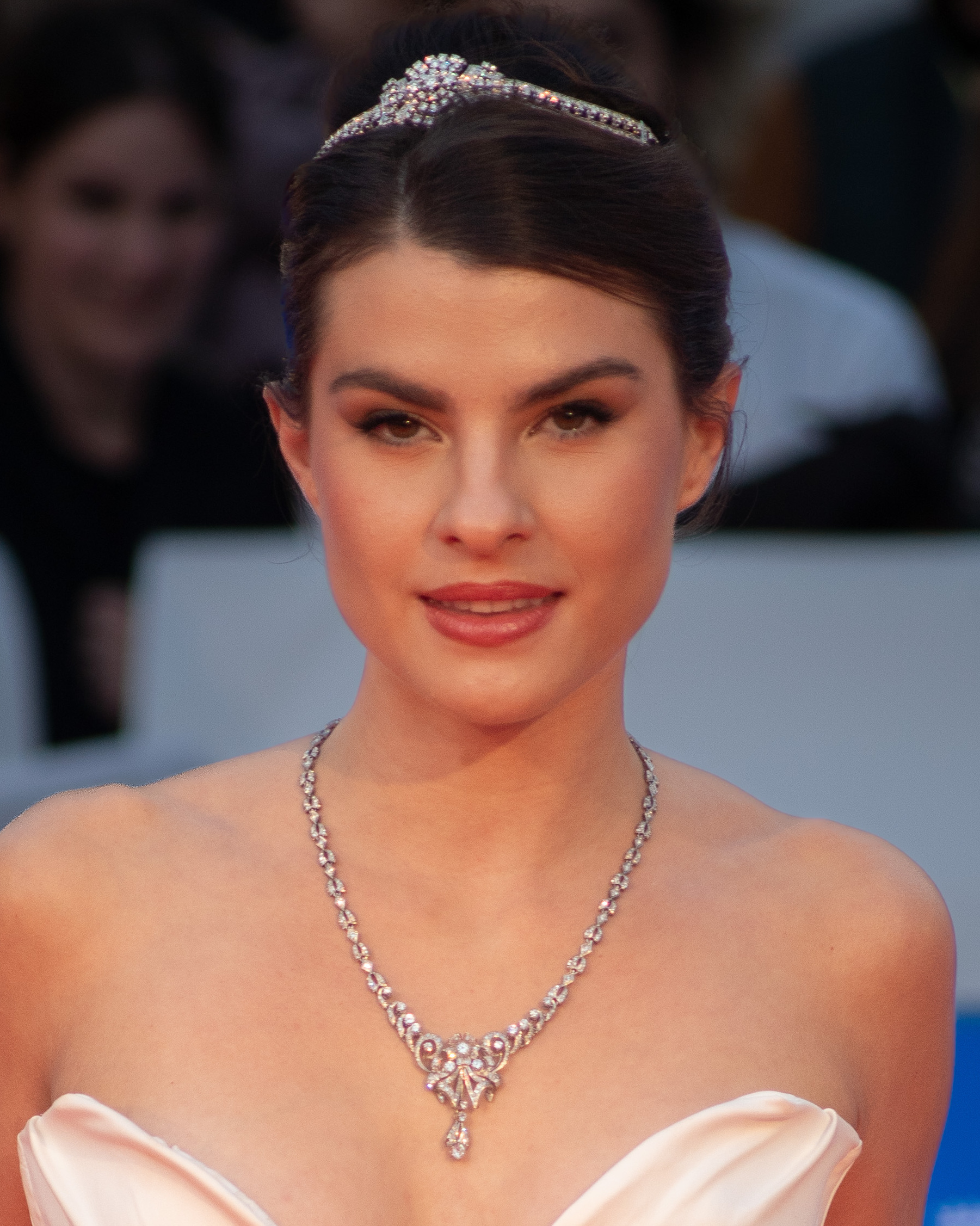
Agustina Palma, 2024

Camila Agustina Palma Espejo (* 11. August 1995 in San Miguel de Tucumán) ist eine argentinische Schauspielerin und Sängerin. International bekannt wurde sie durch ihre Rollen Martina Markinson und Celeste Quintero in den Disney-Serien 11 und BIA.

## Leben
Palma wuchs in Tucumán als Tochter der Schauspielerin Constanza Espejo und Mauricio Palma auf. 2003 nahm sie an einem Casting der Cris-Morena-Serie Rincón de luz teil, sie erhielt eine wiederkehrende Rolle. Ihre erste Theatererfahrung sammelte sie bereits 2004, als sie in einer Produktion des Musicals Annie mitwirkte. Als Bárbara war sie ein Jahr später in Floricienta zu sehen, ebenfalls eine Cris-Morena-Serie. Von 2009 bis 2010 verkörperte sie Julieta in der Telenovela Consentidos und war in einem dazugehörigen Theaterstück zu sehen. Erste Schritte einer professionellen Ausbildung nahm Palma im Jahr 2010, als sie einen Kinder- und Jugendtheaterkurs am Teatro San Martín besuchte. 2015 hatte Palma eine Gastrolle in Esperanza mía und war Teil des Ensembles des Musical-Comedy-Stücks Showcase Act & Art.
Ihr erstes Disney-Engagement erhielt sie 2017, als sie für ein Jahr in der Rolle Martina Markinson Teil der Hauptbesetzung der Serie 11 wurde. Im selben Jahr wirkte sie am Theaterstück Qué ves cuando te ves mit. 2019 war Palma in der Serie Secreto bien guardado ebenfalls in einer Hauptrolle, Irene Peres Kiew, zu sehen. Die zweite Disney-Produktion, an der sie mitwirkte und ein weiteres Teil der Hauptbesetzung war, war BIA, der Nachfolger der Telenovela Soy Luna. In BIA verkörperte sie die Rolle Celeste Quintero, die sie in beiden Staffeln der Serie und in der Spezialepisode Bia: Un mundo al revés spielte. 2020 zog Palma nach Miami, um in der Musikindustrie Fuß zu fassen. So wirkte sie in zahlreichen Musikvideos mit. Ebenso studierte sie ein Semester lang im Bereich Schauspiel an der Lee Strasberg School in Los Angeles. Um ihre Schauspielkarriere fortzusetzen, zog Palma im Folgejahr nach Madrid. In der Amazon-Prime-Serie Serrines, madera de Actor, die ab 10. Januar 2024 in Spanien zum Abruf bereitsteht, wirkte sie ebenfalls mit.
Palma wuchs bilingual auf, spricht als Muttersprachen Französisch und Spanisch. Darüber hinaus spricht sie fließend Englisch und Portugiesisch. Sie studierte vier Jahre an der UBA Architektur. Das Studium brach Palma zugunsten der Rolle bei BIA ab.

### Privates
Palma hat einen Bruder namens Hernán.

## Diskografie

### EPs
- 2020: Covers Vol. 1[9]

### Singles
- 2018: Solo tú (mit Matías Ferreira)[10]

## Filmografie

### Fernsehen
- 2003: Rincón de luz
- 2005: Floricienta
- 2009–2010: Consentidos
- 2015: Esperanza mía
- 2017–2018: 11 (O11CE)
- 2019: Secreto bien guardado
- 2019–2020: BIA
- 2021: Bia: Un mundo al revés
- 2021: Cariñito

### Theater
- 2004: Annie
- 2010: Consentidos Apertura
- 2015: Showcase Act & Art
- 2017: Qué ves cuando te ves
- 2021: Cariñito
- 2021: La parka